# Tempelhof (Gemeinschaft)

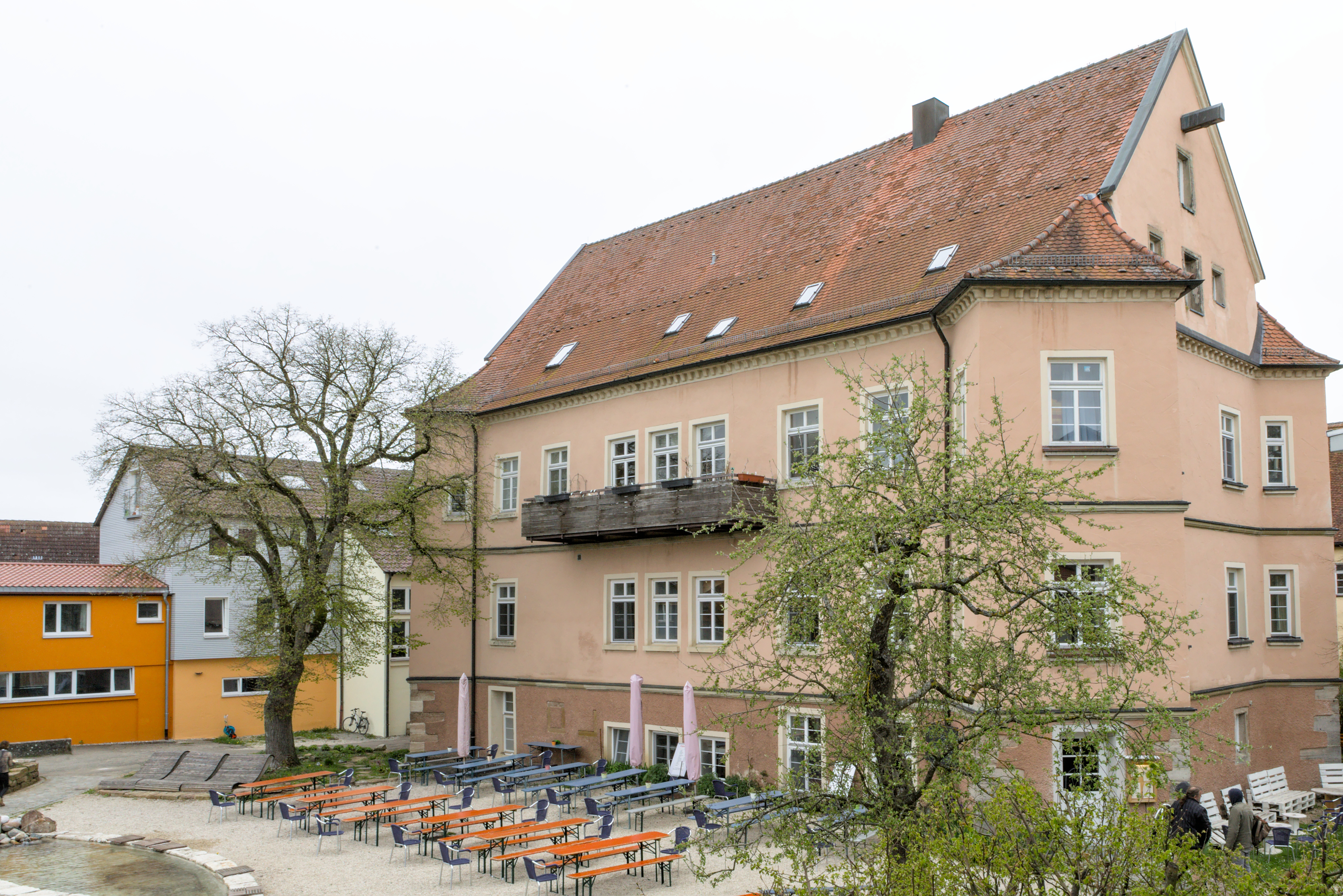
Historisches Schlossgebäude der Gemeinschaft Schloss Tempelhof

Die Ökosiedlung Tempelhof ist eine seit 2010 bestehende basisdemokratische Gemeinschaft in Kreßberg im nördlichen Baden-Württemberg. Auf dem 30 Hektar umfassenden Dorfgelände wohnen fast 150 Einwohner.
Die Gemeinschaft ist Teil von Global Ecovillage Network, einem weltweiten Netzwerk von Ökodörfern.

## Geschichte
Die Gründung des Tempelhofs begann in München: Zwanzig Menschen aus vielfältigen Gesellschafts- und Glaubensrichtungen arbeiteten drei Jahre an der Vision vom gemeinsamen Leben mit einer ökologisch nachhaltigen, sozial gerechten und sinnerfüllten Daseinsform. Mit dem Tempelhof wurde Anfang 2010 der geeignete Ort für die Umsetzung gefunden. Am 21. Dezember 2010 wurde der Kauf des allein stehenden, verlassenen Dorfes mit Wohn- und Arbeitsmöglichkeiten für rund 200 Menschen besiegelt. Da sich in der Gründungsgruppe auch Selbstständige mit eigenen Büros befanden, wurde zeitnah eine eigene Glasfaseranbindung gelegt. Heute leben ca. 140 Menschen (100 Erwachsene und 40 Kinder) im Dorf.
Die Zukunftswerkstatt Tempelhof befindet sich inmitten einer ländlich hügeligen Landschaft und in Luftlinie etwa 10 km östlich der Stadt Crailsheim. 4 ha Baugrund mit zahlreichen Gebäuden und 26 ha Agrarland bieten Raum für gemeinschaftliches Wohnen und gewerbliche Betriebe sowie soziale und kreative Projekte. Es gibt eine Großküche, ein Seminar- und Gästehaus, Werkstätten, eine Mehrzweckhalle mit Bühne, Wohngebäude und viel Natur. Seit 2016 steht hier das erste Earthship Deutschlands.
Die Bewirtschaftung des Bodens dient primär der Selbstversorgung mit biologischen Lebensmitteln. Gleichzeitig ist der Bereich Teil des Forschungsprojektes aufbauende Landwirtschaft. Eine eigene Wetterstation sammelt Klimadaten zur wissenschaftlichen Auswertung. 2015 arbeiteten 20 Menschen in der Gärtnerei, im Ackerbau, der Tierhaltung, Käserei, Imkerei, Bäckerei, Küche, und verwirklichen so eine solidarische Landwirtschaft. Weitere Arbeitsplätze entstanden im Seminarbetrieb, dem Baubereich, der Verwaltung und im Betrieb einer Freien Schule. Privatbesitz an Grund und Boden gibt es nicht, die gemeinnützige grund-stiftung am Schloss Tempelhof hat die Liegenschaft erworben und per Erbbaurechtsvertrag mit 99 Jahren Laufzeit an die Schloss Tempelhof Genossenschaft vergeben.
Auf dem heutigen Dorfgelände befand sich namensgebend im 17. Jahrhundert ein Adelssitz mit Lustschloss. Im 19. Jahrhundert wurden die Räumlichkeiten zu einer Erziehungsanstalt für Kinder und Jugendliche umgebaut. Von 1983 bis 2006 befand sich eine Behinderteneinrichtung auf dem Gelände. 2010 erwarb die Gemeinschafts-Stiftung das Gelände für 1,5 Mio. Euro.
Die Wirtschafts- und Wohngebäude der ehemaligen Behinderteneinrichtung waren jahrelang leer gestanden; in Eigenarbeiten wurden die fünf Fachwerkhäuser, zwei Flachbauten, zwei Mehrfamilienhäuser und die Turnhalle reaktiviert. Im Schnitt hat jeder Bewohner eine Privatwohnfläche von 24 Quadratmetern.
Der Tempelhof will mit neuen Bau- und Wohnformen experimentieren. Neben den Wohnhäusern leben Menschen in Jurten, Mobilhäusern, Bauwagen und einem Earthship. Letzteres wurde 2016 nach einjähriger Bauzeit fertiggestellt. Es ist ein passiv-solarklimatisiertes Gebäude, das über einfache, intelligente Systeme zur Wassersammlung und -speicherung, Belüftung, Heizung, Abwasserverwertung und Nahrungsmittelproduktion verfügt. Das Earthship umfasst Sanitärräume, Küche, Wohn- und Esszimmer sowie ein integriertes Gewächshaus, in dem Nutzpflanzen für ein natürliches Klima und die Wasseraufbereitung sorgen. Es ist Reallabor für neue Formen des engen Zusammenlebens und Forschungsfeld. Auf 155 m² Grundfläche bietet es als Gemeinschaftshaus einer Gruppe von 25 Tempelhofern die Möglichkeit, in einem noch engeren Rahmen miteinander zu leben. Zum Gesamtwohnkomplex gehören zusätzliche Jurten und Bauwagen, die als individuelle „Zimmer“ dienen. Auf dem Dorfgelände befinden sich zahlreiche Einrichtungen, ein Car-Sharing, eine Bäckerei, eine Dorfkantine mit Café, ein FabLab, ein Waldkindergarten und die Schule für freie Entfaltung, eine Alternativschule mit 63 Schülern.

## Organisation
Alle erwachsenen Bewohner sind über einen Genossenschaftsbeitrag von 30.000 Euro Mitglieder der dörflichen Genossenschaft und zahlen einen monatlichen Grundbetrag von 250 Euro für die Ernährung; für den Wohnraum wird pro Quadratmeter eine Warmmiete von fünf Euro veranschlagt.
Neue Bewohner durchlaufen ein einheitliches Aufnahmeverfahren, das auch eine zwölfmonatige Annäherungszeit umfasst.
Auf dem Gelände befindet sich ein Bundesbüro der Initiative Mehr Demokratie.

## Alltag

### Entscheidungsfindung
Alle Entscheidungen werden basisdemokratisch getroffen. Als gemeinschaftsbildende Methode wird ein „Wir-Prozess“ praktiziert. Dieses Verfahren basiert auf einem Ansatz von Scott Peck, bei dem nicht einzelne erfahrene Leiter, sondern alle Gruppenmitglieder Verantwortung übernehmen.

### Kultur
Es findet ein intensiver Seminarbetrieb statt; außerdem werden regelmäßig kulturelle Veranstaltungen auf dem Gelände angeboten, wie Vorträge, Theatervorführungen und Mal-Workshops.